# Ligne 2 du métro de New York
 (janvier 2022).
Si vous disposez d'ouvrages ou d'articles de référence ou si vous connaissez des sites web de qualité traitant du thème abordé ici, merci de compléter l'article en donnant les références utiles à sa vérifiabilité et en les liant à la section « Notes et références ».
Pour les articles homonymes, voir Ligne 2.
La 2 Seventh Avenue Express est une ligne (au sens de desserte ou service en anglais) du métro de New York. Sa couleur est le rouge étant donné qu'elle circule sur l'IRT Broadway-Seventh Avenue Line sur la majorité de son tracé. À l'instar de la desserte 1, la ligne 2 fonctionne 24 heures sur 24, 7 jours sur 7. De même, elle est issue du réseau de l'ancienne Interborough Rapid Transit Company (IRT) et rattachée à la Division A. Son parcours est express (arrêt dans les stations principales seulement) dans Manhattan, et omnibus (arrêt à toutes les stations) en dehors, sauf la nuit, où le réseau est omnibus tout au long de son parcours. Pendant les heures de pointe, la ligne 2 se rend jusqu'à New Lots Avenue, à Brooklyn, en empruntant pour cela l'IRT Lexington Avenue Line (deux trains en direction de Brooklyn, quatre en direction du Bronx), afin de fluidifier le trafic. Elle dessert un total de 61 stations.

## Histoire

Ancien icône de la Ligne 2 de 1967 jusqu'en 1979.

### Ligne de l'Interborough Rapid Transit Company (1904-1940)
La première section, de ce qui est devenu l'actuel service ligne 2, est mis en exploitation, par l,Interborough Rapid Transit Company (IRT) le 26 novembre 1904, entre les stations terminus provisoires 180th Street – Bronx Park (en) et 149th Street–3rd Avenue (en). Le 10 juillet 1905, la connexion entre les lignes IRT Lenox Avenue Line et White Plains Road Line (qui était auparavant desservie par la Third Avenue Line) est mise en exploitation, permettant un service de métro de Manhattan au Bronx,,.
Le 9 janvier 1908, le Brooklyn-Battery Tunnel (renommée depuis Joralemon Street Tunnel) est ouvert à l'exploitation, reliant section, nommée depuis IRT Lexington Avenue, à Brooklyn. Les rames circulent alors de la station East 180th Street (en) à la station Borough Hall. Le 1er mai 1908, les trains sont prolongés jusqu'aux stations Nevins Street (en) et Atlantic Avenue,.
La ligne IRT White Plains Road est prolongée jusqu'à la station 219th Street (en), le 3 mars 1917, elle rejoint la station 238th Street (en)  (renommée depuis Nereid Avenue) le 31 mars 1917 et elle atteint la station Wakefield – 241st Street le 13 décembre 1920,.

### Service de la New York City Transit Authority (depuis 1940)
Après le 11 septembre 2001, la ligne 2 devient locale à Manhattan pour ne pas être retardée par la ligne 3 qui faisait son terminus à 14th Street. Le service express fut rétabli en septembre 2002.
Après l'Ouragan Sandy qui causa de nombreux dommages aux tunnels du métro en octobre 2012, le tunnel Clark Street (permettant aux lignes 2 et 3 de traverser l’East River) nécessitait d’importantes réparations. C’est pourquoi il fut fermé les weekends de juin 2017 à juin 2018, obligeant la ligne 2 à effectuer son terminus à South Ferry les samedis et dimanches.

## Tracé et stations

### Tracé de la ligne

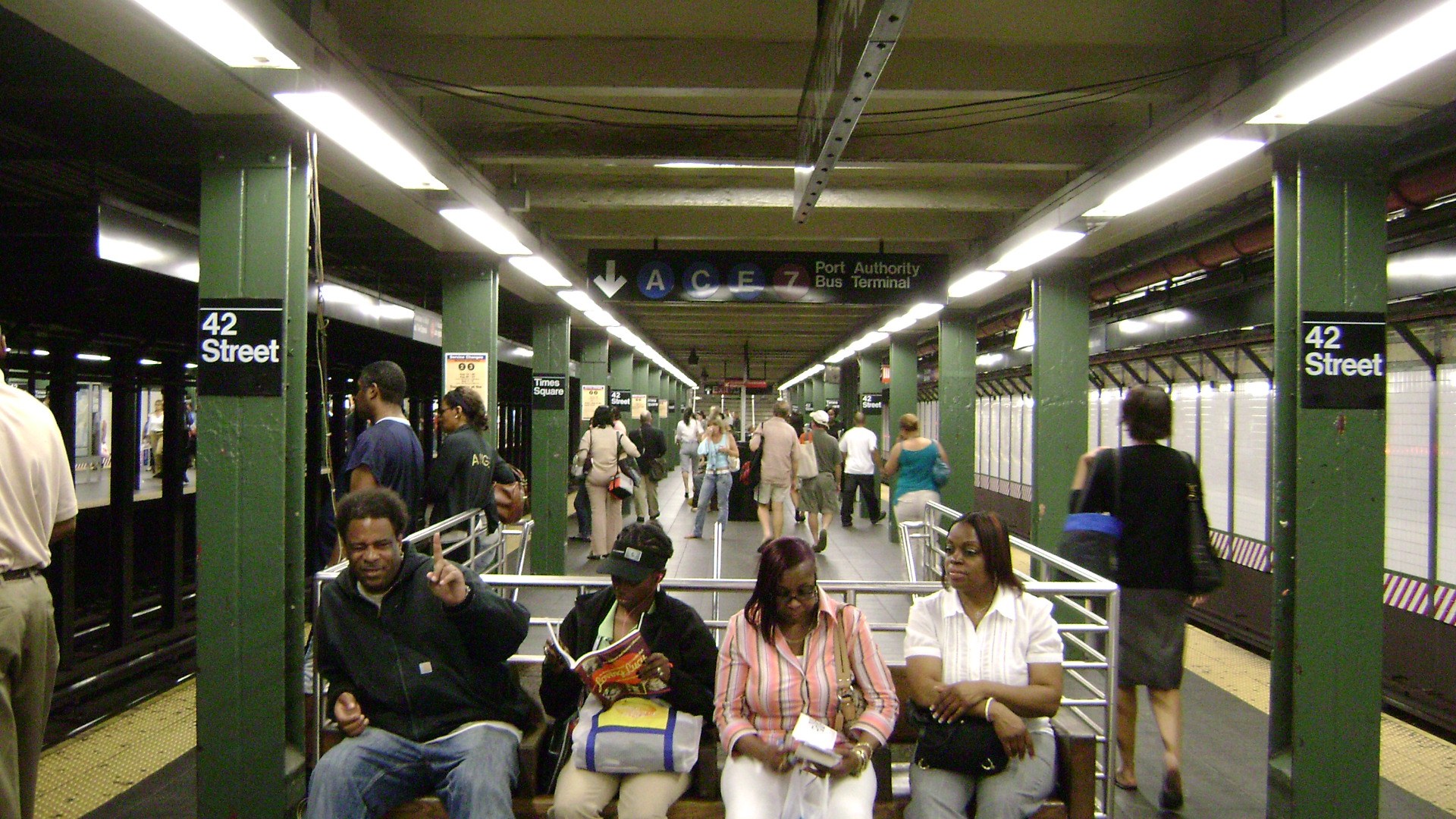
Les quais de la station Times Square

La ligne commence son parcours à la station Wakefield - 241st Street à la frontière entre la ville de New York (arrondissement du Bronx et la localité de Mount Vernon. À la station suivante, (Wakefield - Nereid Avenue) elle est rejointe par la ligne 4 de l’IRT Lexington Avenue Line pour former la « White Plains Line » aérienne au dessus de White Plains Road. Elle est rejointe par la ligne 5 de l’IRT Lexington Avenue Line après la station Bronx Park East et ce jusqu’à ce qu’elle quitte le Bronx après la station 149th Street-Grand Concourse. Elle est à partir de là souterraine. Elle passe sous la Harlem River et rejoint la ligne 3 de l’IRT Broadway-Seventh Avenue Line et s’engage sous le Boulevard Malcolm X pour desservir Harlem. Après être passée sous Central Park elle rejoint la ligne 1 sous Broadway au niveau de la station 96th Street et s’engage vers le sud tout en devenant express. En traversant Manhattan elle dessert successivement Columbus Circle, Times Square, la gare de Pennsylvania Station et Tribeca.
Après la station Chambers Street, la ligne 1 se sépare et prend la direction de South Ferry et du World Trade Center alors que la ligne 2 continue vers l’est et dessert le Fulton Center puis Wall Street. Elle quitte Manhattan via le tunnel Clark Street sous l’East River et atteints Brooklyn ou elle dessert l’hotel de ville puis le Barclays Center avant d’être rejointe par les lignes 4 et 5 de l’IRT Lexington Avenue Line de la station Borough Hall à Nostrand Avenue. Ensuite la ligne 2, accompagnée par la ligne 5, bifurque vers le sud sous Nostrand Avenue jusqu’à son terminus, Flatbush Avenue, dans le quartier de Flatlands.

### Liste des stations
| Légende | Légende                                                   |
| ------- | --------------------------------------------------------- |
|         | Sert toujours cette station                               |
|         | Sert toujours cette station, sauf la nuit                 |
|         | Service limité                                            |
|         | Sert cette station durant la nuit                         |
|         | Sert toujours cette station, sauf aux heures de pointe    |
|         | Sert cette station durant les heures de points            |
|         | Sert cette station durant la semaine                      |
|         | Sert cette station durant la nuit et les fins de semaines |
|         | Sert cette station durant les fins de semaines            |

| | Station                                           | Horaires         | Correspondances                         |
| --- | ------------------------------------------------- | ---------------- | --------------------------------------- |
| Bronx |                                                   |                  |                                         |
| | Wakefield – 241st Street                          | Toujours         |                                         |
| | Nereid Avenue (en)                                | Toujours         | (5)                                     |
| | 233rd Street (en)                                 | Toujours         | Metro-North Railroad                    |
| | 225th Street (en)                                 | Toujours         | (5)                                     |
| | 219th Street (en)                                 | Toujours         | (5)                                     |
| | Gun Hill Road (en)                                | Toujours         | (5)                                     |
| | Burke Avenue (en)                                 | Toujours         | (5)                                     |
| | Allerton Avenue (en)                              | Toujours         | (5)                                     |
| | Pelham Parkway (en)                               | Toujours         | (5)                                     |
| | Bronx Park East (en)                              | Toujours         | (5)                                     |
| | East 180th Street (en)                            | Toujours         | (5)                                     |
| | West Farms Square – East Tremont (en)             | Toujours         | (5)                                     |
| | 174th Street (en)                                 | Toujours         | (5)                                     |
| | Freeman Street (en)                               | Toujours         | (5)                                     |
| | Simpson Street (en)                               | Toujours         | (5)                                     |
| | Intervale Avenue (en)                             | Toujours         | (5)                                     |
| | Prospect Avenue (en)                              | Toujours         | (5)                                     |
| | Jackson Avenue (en)                               | Toujours         | (5)                                     |
| | Third Avenue – 149th Street (en)                  | Toujours         | (5)                                     |
| | 149th Street – Grand Concourse (en)               | Toujours         | (4) · (5)                               |
| Manhattan |                                                   |                  |                                         |
| | 135th Street                                      | Toujours         | (3)                                     |
| | 125th Street                                      | Toujours         | (3)                                     |
| | 116th Street                                      | Toujours         | (3)                                     |
| | Central Park Nord – 110th Street                  | Toujours         | (3)                                     |
| | 96th Street                                       | Toujours         | (1) · (3)                               |
| | 86th Stree                                        | Nuit             | (1)                                     |
| | 79th Street                                       | Nuit             | (1)                                     |
| | 72nd Street                                       | Toujours         | (1) · (3)                               |
| | 66th Street – Lincoln Center                      | Nuit             | (1)                                     |
| | 59th Street – Columbus Circle                     | Nuit             | (1) · (A) · (B) · (C) · (D)             |
| | 50th Street                                       | Nuit             | (1)                                     |
| | Times Square – 42nd Street                        | Toujours         | Port Authority Bus Terminal             |
| | 34th Street - Penn Station                        | Toujours         | (1) · (3)                               |
| | 28th Street                                       | Nuit             | (1)                                     |
| | 23rd Street}                                      | Nuit             | (1)                                     |
| | 18th Street                                       | Nuit             | (1)                                     |
| | 14th Street / Sixth Avenue                        | Toujours         | PATH                                    |
| | Christopher Street – Sheridan Square (en)         | Nuit             | (1)                                     |
| | Houston Street (en)                               | Nuit             | (1)                                     |
| | Canal Street (en)                                 | Nuit             | (1)                                     |
| | Franklin Street (en)                              | Nuit             | (1)                                     |
| | Chambers Street                                   | Toujours         | (1) · (3)                               |
| | Chambers Street – World Trade Center / Park Place | Toujours         | (3)                                     |
| | Fulton Street                                     | Toujours         | (3) · (4) · (5) · (A) · (C) · (J) · (Z) |
| | Wall Street                                       | Toujours         | (3)                                     |
| Brooklyn |                                                   |                  |                                         |
| | Clark Street (en)                                 | Toujours         | (3)                                     |
| | Court Street – Borough Hall                       | Toujours         | (3) · (4) · (5) · (N) · (R) · (W)       |
| | Hoyt Street (en)                                  | Toujours         | (3)                                     |
| | Nevins Street (en)                                | Toujours         | (3) · (4) · (5)                         |
| | Atlantic Avenue – Barclays Center                 | Toujours         | Long Island Railroad                    |
| | Bergen Street (en)                                | Toujours         | (3) · (4)                               |
| | Grand Army Plaza (en)                             | Toujours         | (3) · (4)                               |
| | Eastern Parkway – Brooklyn Museum (en)            | Toujours         | (3) · (4)                               |
| | Franklin Avenue – Medgar Evers College            | Toujours         | (3) · (4) · (5) · (SF)                  |
| Séparation des dessertes de Flatbush Avenue (service classique) et New Lots Avenue (occasionnellement en heures de pointe) |                                                   |                  |                                         |
| | President Street – Medgar Evers College (en)      | Toujours         | (5)                                     |
| | Sterling Street (en)                              | Toujours         | (5)                                     |
| | Winthrop Street (en)                              | Toujours         | (5)                                     |
| | Church Avenue (en)                                | Toujours         | (5)                                     |
| | Beverly Road (en)                                 | Toujours         | (5)                                     |
| | Newkirk Avenue – Little Haiti (en)                | Toujours         | (5)                                     |
| | Flatbush Avenue – Brooklyn College (en)           | Toujours         | (5)                                     |
| Jusqu'à New Lots Avenue |                                                   |                  |                                         |
| | Nostrand Avenue (en)                              | Heures de pointe | (3) · (4) · (5)                         |
| | Kingston Avenue (en)                              | Heures de pointe | (3) · (4) · (5)                         |
| | Crown Heights – Utica Avenue                      | Heures de pointe | (3) · (4) · (5)                         |
| | Sutter Avenue – Rutland Road (en)                 | Heures de pointe | (3) · (4) · (5)                         |
| | Saratoga Avenue (en)                              | Heures de pointe | (3) · (4) · (5)                         |
| | Rockaway Avenue (en)                              | Heures de pointe | (3) · (4) · (5)                         |
| | Junius Street (en)                                | Heures de pointe | (3) · (4) · (5)                         |
| | Pennsylvania Avenue (en)                          | Heures de pointe | (3) · (4) · (5)                         |
| | Van Siclen Avenue (en)                            | Heures de pointe | (3) · (4) · (5)                         |
| | New Lots Avenue                                   | Heures de pointe | (3) · (4) · (5)                         |

## Exploitation

### Desserte
L’intervale moyen entre deux rames dans chaque sens est d'environ 6 minutes en heure de pointe et 12 en heure creuse. La ligne fonctionne tous les jours, 24h/24h. Tous les trains deviennent locaux après minuit et jusqu’à cinq heures. La durée moyenne d’un trajet complet entre Wakefield-241st Street et Flatbush Avenue-Brooklyn College est d’environ 1h30.

### Matériel Roulant

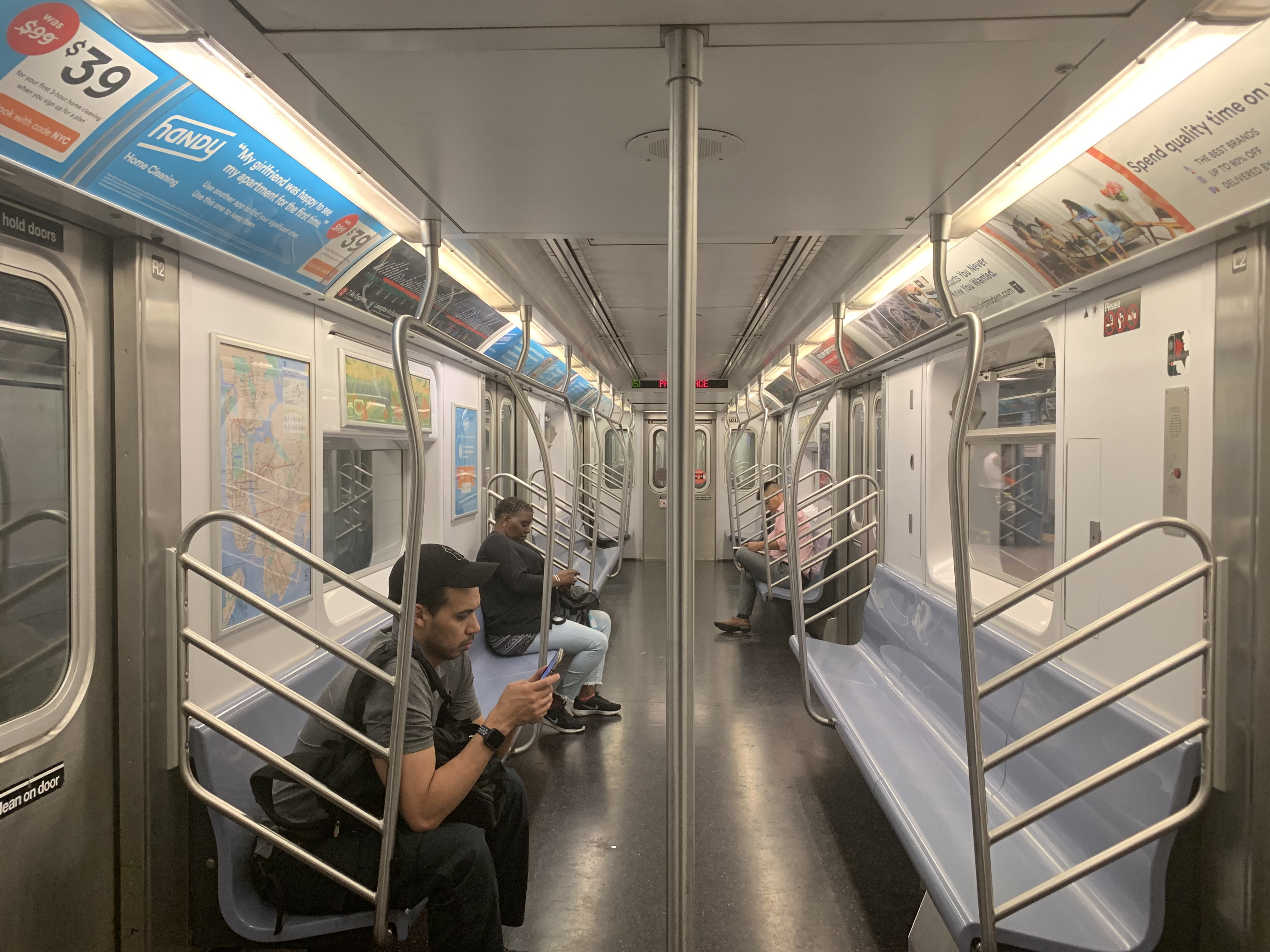
Intérieur d’une rame R142.

La ligne 2 est le seul des trois services de l’IRT Broadway-Seventh Avenue Line à être exploitée régulièrement avec des rames récentes R142 datant de 2000. Ces rames sont également partagés avec la ligne 5.

## Projets
Une extension de l’IRT Nostrand Avenue Line a été envisagée mais pour le moment jamais réalisée. Elle consisterait en une extension souterraine puis aérienne sous Nostrand Avenue jusqu’à l’Avenue Z dans le quartier de Marine Park.